# 柏林車

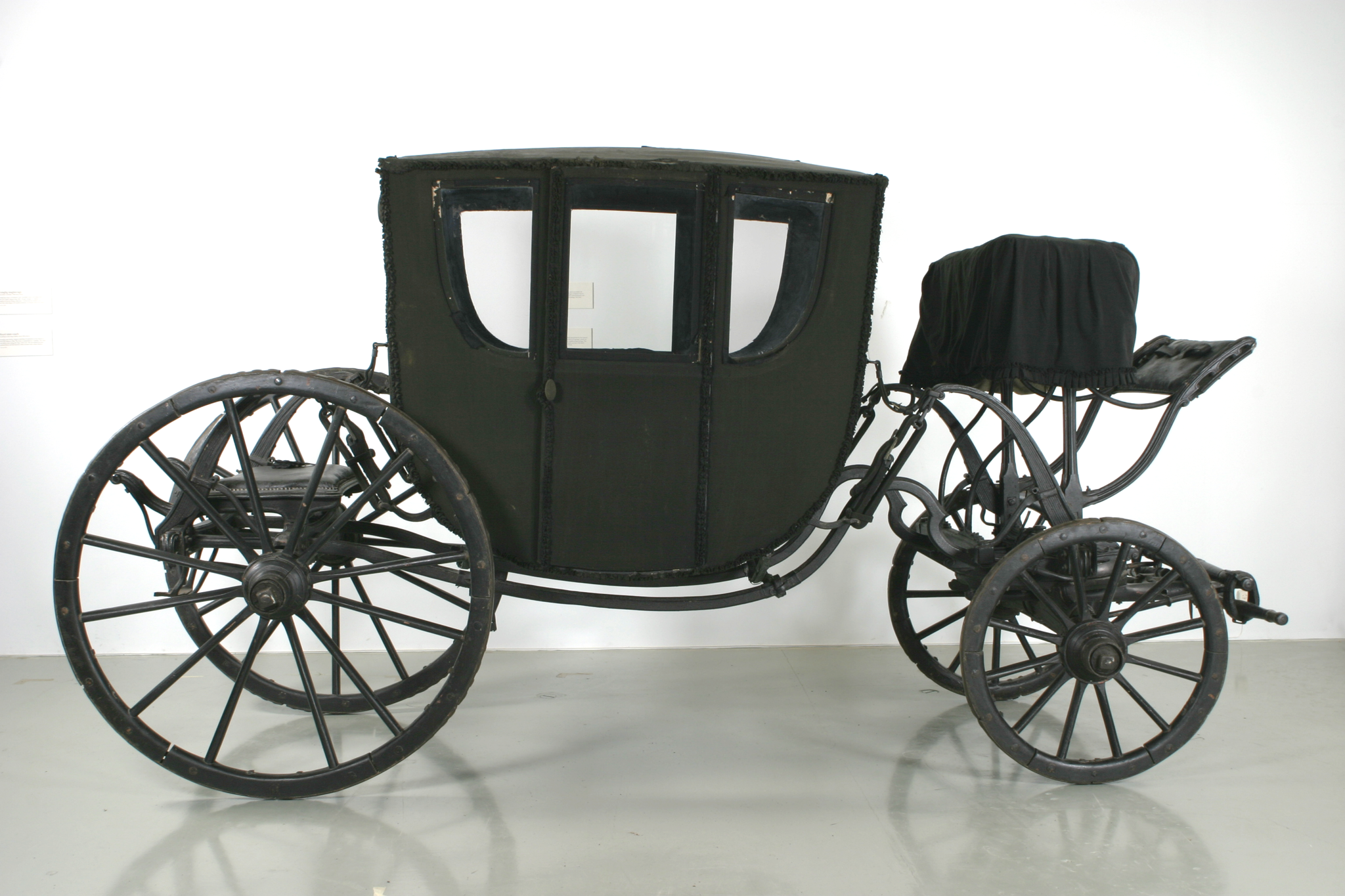
黑色的柏林車。

柏林車是一種箱型四輪馬車，最初因以兩條轅組成的車架並以皮帶作懸吊用途為特色，後來作為懸吊用途的皮帶改用鋼製彈簧。

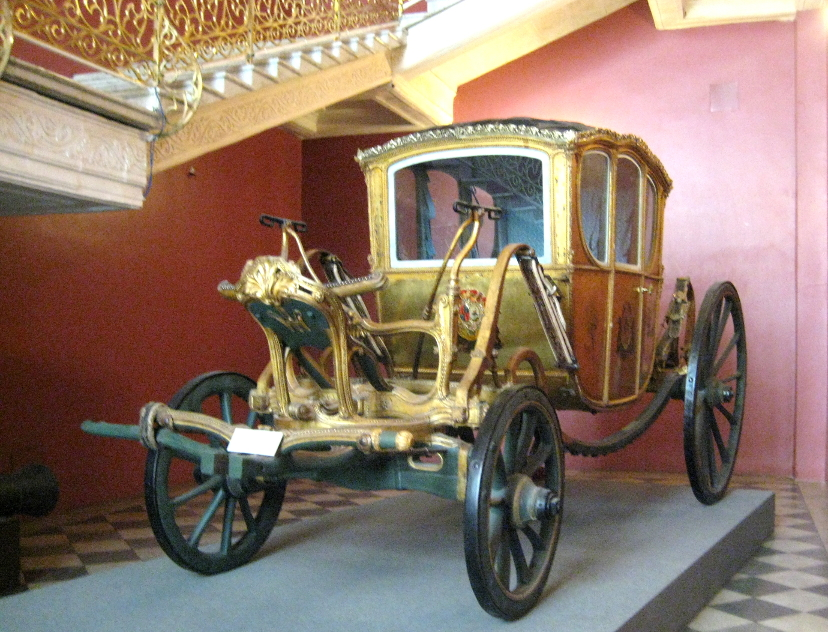
俄羅斯國家歷史博物館所展1760年代的柏林車。

柏林車大約在1660或1670年被一位皮埃蒙特人受委託而設計出來。委託他人設計該車的選帝侯腓特烈·威廉由柏林乘坐此車到巴黎而使此車得名，之後便開始傳播開來。當時的載人用馬車的車架通常以單轅構成，載重物的馬車才用雙轅車架，柏林車雖然載人但也採用雙轅車架，比當時其他的馬車重量更輕且更不易翻覆，在17世紀時因其實用性與舒適性開始取代一些科奇車。18世紀懸吊系統從皮帶改成鋼製彈簧。

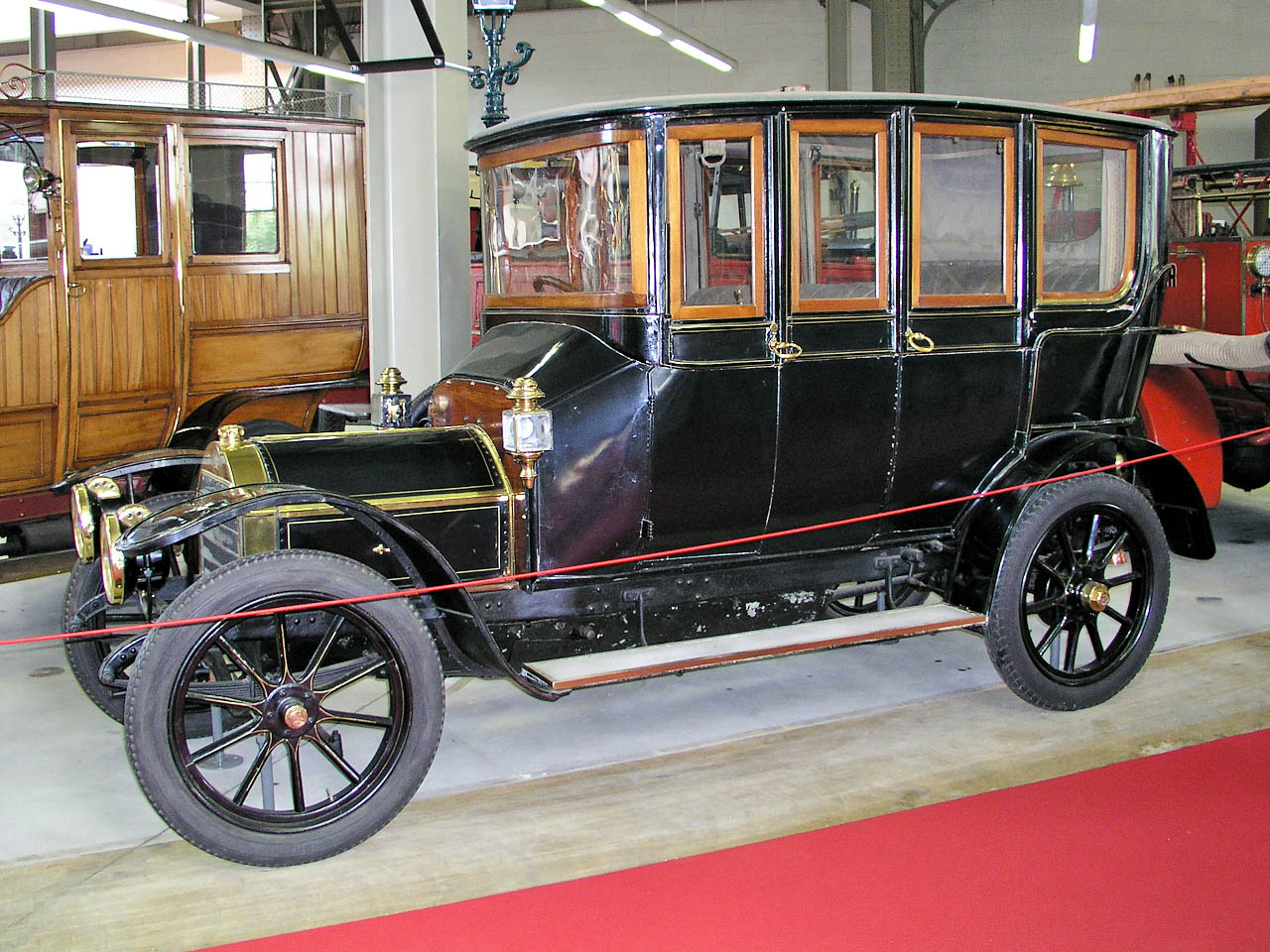
1908 FN 2000 berline

在現代，柏林車是法語與義大利語中對自動車的其中一種車型的稱呼。

## 註記
1. ↑  Chisholm 1911.
2. ↑  Chambers 1728，第97頁.
3. ↑  Haajanen 2003，第15-16頁.
4. ↑  Haajanen 2003，第16頁.